# カズオ・ナカムラ
カズオ・ナカムラ（Kazuo Nakamura 1926年10月13日 - 2002年4月9日）は、日系カナダ人の画家、彫刻家。1950年代にトロントを拠点とした抽象絵画グループ、Painters Elevenの創立メンバーであった。

## 人物
ブリティッシュコロンビア州のバンクーバー生まれ。第二次世界大戦の間に抑留されていた日系カナダ人の1人であった。Central Technical Schoolに通い、抽象絵画グループ、Painters Elevenを共同設立する。